# Spilogona brunneifrons
Spilogona brunneifrons este o specie de muște din genul Spilogona, familia Muscidae, descrisă de Ringdahl în anul 1931. Conform Catalogue of Life specia Spilogona brunneifrons nu are subspecii cunoscute.